# Lavia frons
Lavia frons är en däggdjursart som först beskrevs av E. Geoffroy 1810.  Lavia frons är ensam i släktet Lavia som ingår i familjen storöronfladdermöss. IUCN kategoriserar arten globalt som livskraftig.
Inga underarter finns listade i Catalogue of Life. Wilson & Reeder (2005) skiljer däremot mellan tre underarter.
- L. f. frons
- L. f. affinis
- L. f. rex

## Utseende
Individerna blir 58 till 80 mm långa (huvud och bål) och saknar svans. De väger mellan 28 och 36 g. Pälsen har på ryggen främst en gråaktig färg, ibland med blå skugga, med undantag av regionen nära stjärten som kan vara brunaktig till olivgrön. På buken är pälsen ljusgul. Kännetecknande är de orangegula öronen och flygmembranen i samma färg.

## Utbredning och habitat
Denna fladdermus förekommer i Afrika söder om Sahara och fram till södra Kongo-Kinshasa samt södra Tanzania. Den vistas i låglandet och i bergstrakter upp till 2000 meter över havet. Lavia frons lever i öppna habitat som savanner eller områden med akacior eller buskar. Arten hittas ofta nära vattenansamlingar.

## Ekologi
Individerna vilar i trädens håligheter eller sällan i byggnader och de bildar där inga flockar. De är ofta aktiva på dagen. Arten jagar inga ryggradsdjur som flera andra storöronfladdermöss utan bara insekter.
En hane och en hona lever som monogamt par och delar samma revir. När en främmande hane närmar sig jagas den vanligen iväg av hanen som ingår i paret. Platsen där paret vilar ligger ofta vid revirets gräns och så är det ibland bara 20 meter mellan viloplatserna av två par. Honan föder en unge före regntiden. Ungen klamrar sig i början fast i moderns päls. Efter cirka 55 dagar börjar den flyga självständig och ungefär 20 dagar senare slutar honan med digivning. Sedan får ungen en månad stanna i föräldrarnas revir innan den jagas iväg.